# Dimo Krastev
Dimo Nikolaev Krastev (en búlgaro: Димо Кръстев; Burgas, Bulgaria, 10 de febrero de 2003) es un futbolista búlgaro. Juega de centrocampista y su equipo es la Ternana Calcio de Italia.

## Trayectoria
Hijo del exfutbolista e internacional búlgaro y entrenador de las inferiores del Neftochimic Burgas, Nikolay Krastev, debutó con el primer equipo de ese club a los 15 años.
El 8 de marzo de 2019 fichó por el equipo juvenil de la ACF Fiorentina de Italia.

## Selección nacional
Es internacional en categorías inferiores con Bulgaria. El 16 de noviembre de 2022 hizo su debut con la selección absoluta en un amistoso contra Chipre.

## Estadísticas
Actualizado al último partido disputado el 15 de septiembre de 2024.
| Club                          | Div.          | Temporada     | Liga  | Liga  | Copas nacionales | Copas nacionales | Copas internacionales | Copas internacionales | Total | Total |
| Club                          | Div.          | Temporada     | Part. | Goles | Part.            | Goles            | Part.                 | Goles                 | Part. | Goles |
| ----------------------------- | ------------- | ------------- | ----- | ----- | ---------------- | ---------------- | --------------------- | --------------------- | ----- | ----- |
| Neftochimic Burgas Bulgaria   | 2.ª           | 2017-18       | 1     | 0     | ―                | ―                | ―                     | ―                     | 1     | 0     |
| Neftochimic Burgas Bulgaria   | Total club    | Total club    | 1     | 0     | 0                | 0                | 0                     | 0                     | 1     | 0     |
| U. S. Catanzaro 1929 · Italia | 2.ª           | 2023-24       | 2     | 0     | 1                | 0                | ―                     | ―                     | 3     | 0     |
| U. S. Catanzaro 1929 · Italia | Total club    | Total club    | 2     | 0     | 1                | 0                | 0                     | 0                     | 3     | 0     |
| Feralpisalò · Italia          | 2.ª           | 2023-24       | 3     | 0     | ―                | ―                | ―                     | ―                     | 3     | 0     |
| Feralpisalò · Italia          | Total club    | Total club    | 3     | 0     | 0                | 0                | 0                     | 0                     | 3     | 0     |
| Ternana Calcio · Italia       | 3.ª           | 2024-25       | 2     | 0     | ―                | ―                | ―                     | ―                     | 2     | 0     |
| Ternana Calcio · Italia       | Total club    | Total club    | 2     | 0     | 0                | 0                | 0                     | 0                     | 2     | 0     |
| Total carrera                 | Total carrera | Total carrera | 8     | 0     | 1                | 0                | 0                     | 0                     | 9     | 0     |